# Hollenbach
Hollenbach település Németországban, azon belül Bajorországban. Lakosainak száma 2521 fő (2023. december 31.).

## Népesség
A település népessége az elmúlt években az alábbi módon változott:
| Lakosok száma | 304  | 1804 | 1996 | 2314 | 2297 | 2402 | 2353 | 2374 | 2459 | 2521 |
|               | 1864 | 1975 | 1987 | 2012 | 2013 | 2015 | 2016 | 2019 | 2021 | 2023 |